# 2-氟-6-氯苄胺
2-氟-6-氯苄胺是一种有机化合物，化学式为C7H7ClFN，它可用于合成氟腺呤以及含2-氟-6-氯苯基的噁唑类PDE4抑制剂。它可由2-氟-6-氯苯甲腈的还原反应制得。